# Ezinu (cráter)
Ezinu es un gran cráter de impacto en el planeta enano Ceres, ubicado dentro del Hanami Planum. La Unión Astronómica Internacional (UAI) le otorgó su nombre oficial el 3 de julio de 2015 en honor a la diosa sumeria de los granos.

## Características físicas
El suelo de Ezinu alberga una serie de fracturas de hasta 200 metros de profundidad y 22.7 km de longitud. Un estudio de 2018 planteó la teoría de que estas fracturas se formaron como resultado del flujo de material subterráneo de baja viscosidad hacia el cráter.